# Coolie
Pour l’article ayant un titre homophone, voir Coulis.
Pour l’article homonyme, voir Coolie (film).

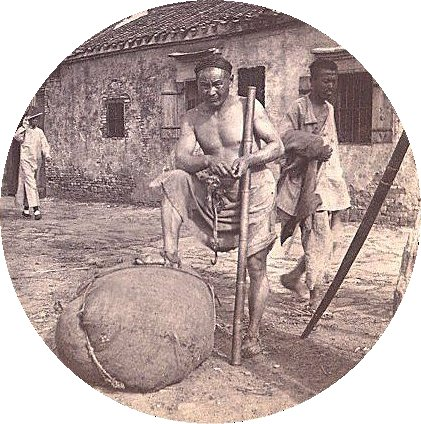
Coolie vers 1900 à Zhenjiang en Chine. Le bâton en bambou posé sur son épaule servait à hisser et transporter les paquets tels que celui qui est à ses pieds: le coolie plaçait sur son épaule le bâton au bout duquel était suspendu le paquet, qui reposait ainsi contre son dos.
Sur le côté gauche de l'image, on distingue un autre porteur qui se déplace en utilisant cette technique.

Coolie (également Cooly, Kouli, ’Quli, Koelie…) (chinois simplifié : 苦力) est un terme désignant au XIXe siècle les travailleurs agricoles d'origine asiatique. Le mot est aujourd'hui employé dans les pays anglophones dans un sens péjoratif.

## Étymologie
L'étymologie du terme reste incertaine. Selon le CNRTL, le mot est « peut-être à identifier avec le goujrati-marathe kūlī, nom d'une peuplade du Goudjerate [sic] au nord de Bombay, dont les membres, pauvres paysans, étaient réputés comme pillards et voleurs de grands chemins ». Et les auteurs du CNRTL ajoutent que « les Portugais qui attestent le mot [colles] depuis 1554 comme ethnique et 1581 au sens de « portefaix » l'ont véhiculé dans le Sud de l'Inde et en Chine, parages où il a peut-être été emprunté par l'anglais (...). La forme colles 1638 est portugaise. Les formes françaises ultérieures sont peut-être empruntées par l'intermédiaire de l'anglais. » Melet écrit dans son voyage aux Indes Orientales : « les coullis que nous appelons gens de travail ou paysans » désignant ainsi les terrassiers employés à faire les tranchées du siège de San-Thomé (1673).
Tout en soulignant qu'une origine liée aux gujarati Kouli est la plus probable, Yule et  Burnell relèvent également que le mot pourrait venir d'un terme tamoul signifiant « salaire » ou « engagement » (d'une personne). Les mêmes auteurs relèvent par ailleurs qu'on trouve en turc ottoman les mots kol (esclave) et kuleh (esclave masculin), et même en tibétain le terme kohl (serviteur ou esclave). Mais, ajoutent-ils, « le mot indien ne semble pas avoir de lien avec ces termes ». Par la suite, le mot s'est étendu aux Établissements des détroits, ainsi qu'à Java, à la Chine et aux colonies subtropicales ou situées à la hauteur des tropiques, qu'elles soient anglaises ou non.
On peut encore relever que le mot se retrouve dans d'autres langues:  
- En chinois et en japonais, le mot peut faire référence[réf. nécessaire] à une façon brutale d'utiliser de la main-d'œuvre, mais aussi à la dureté du travail : le mot 苦力 (transcription pinyin (chinois) : kǔlì, Hepburn (japonais) : kūrii) est composé d'un idéogramme et d'un pictogramme, le premier signifiant « pénible (ou amer) » et le second « force ».
- En néerlandais, "koelie" désigne une personne méritante[réf. nécessaire] effectuant un labeur difficile, sens qu'a retenu le malais-indonésien Kouli.
- En créole guadeloupéen et martiniquais, orthographié couli ou kouli, le mot désigne les travailleurs forcés indiens qui succédèrent aux esclaves dans les plantations, à la suite de l'abolition de l'esclavage de 1848[4]. Initialement péjoratif, ce terme est devenu plus neutre avec le temps. De nos jours, par extension, il est encore employé parfois pour désigner les descendants de cette diaspora.
- En espagnol, le terme culí peut désigner l'immigration chinoise au Pérou, majoritairement utilisée en tant que main d’œuvre pour des travaux agricoles[5].

## Historique
Au XIXe siècle, plusieurs empires coloniaux ont aboli l'esclavage, mais leur agriculture nécessitait toujours une main-d'œuvre importante. Face au refus des anciens esclaves de travailler dans les plantations pour des salaires de misère, on fit venir en masse des travailleurs d'Inde et de Chine — surtout entre 1838 et 1917 — essentiellement vers l'île Maurice, La Réunion, l'Afrique de l’Est et du Sud, Fidji, les Antilles, Cuba, le Pérou, les États-Unis et la Guyane. Ainsi entre 1847 et 1870, quelque 250 000 coolies chinois ont été déportés à Cuba ou au Pérou. Ces coolies avaient été enlevés ou trompés sur les conditions de travail, embarqués sur des navires où ils s'entassaient dans les cales pour être finalement vendus sur les marchés d'Amérique. Beaucoup moururent avant d'atteindre les plantations, les autres furent contraints de travailler dans des conditions épouvantables.
En Afrique du Sud, des gisements de diamants et d'or sont découverts à la fin du XIXe siècle : on fait venir quelque 64 000 Chinois entre 1904 et 1907 pour travailler dans les mines. Entre 1866 et 1911 l’Afrique du Sud accueille 150 000 travailleurs indiens sous contrat dont les 2/3 restent sur place après la fin de leur contrat. La plupart travaillent dans l'agriculture.
En France, durant la 1ère guerre mondiale, les ouvriers chinois et indiens envoyés par la Chine afin de participer à l'effort de guerre ont été enrolés par l'armée britannique dans la Somme. Considérés par ces derniers comme "coolies", ils sont affectés aux travaux difficiles et exploités dans des conditions médiocres. Nombreux sont morts et n'ont jamais pu rentrer chez eux. 842 d'entre eux reposent au cimetière chinois de Nolette.
La Martinique et la Guadeloupe ont célébré le 150e anniversaire du début de l'immigration indienne en 2003 et 2004.
Au début des années 1830, on construisit sur l'île Maurice un débarcadère pour les coolies appelé coolie ghat, et qui a été rebaptisé Aapravasi Ghat (ghat de l'immigré) dans les années 1970. Cet endroit accueillit les premiers coolies, surtout à la suite de l'abolition de l'esclavage. Les vestiges du site ont été classés par l'Unesco en 2006 au Patrimoine mondial. Ce lieu célèbre tous les immigrés qui y ont débarqué, venant de divers contrées et pays.
À la Réunion, dans le village de la Grande Chaloupe situé entre Saint-Denis et la Possession, on peut aussi voir les vestiges des bâtiments qui accueillaient ces migrants lors de leur mise en quarantaine. Un des deux lazarets, restauré, accueille une exposition permanente sur ce thème, Quarantaine et engagisme.

## Imaginaire
Dans la littérature coloniale, le coolie est un portefaix ou porteur, généralement dans les gares ou les ports, métier encore en vigueur dans des pays d'Asie et du golfe Persique.
Le dérivé moderne du mot « coolie » est coolitude, néologisme créé 1992 par Khal Torabully dans son recueil de poèmes intitulé Cale d'étoiles, coolitude. Le mot coolitude désigne un concept de diversité culturelle né de la mise en relation des Indes avec d'autres espaces culturels et des imaginaires du Divers, à la suite de l'abolition de l'esclavage. Dans l'esprit de l'UNESCO —qui a classé au Patrimoine mondial l’ancien coolie ghat — le concept de coolitude ouvre l'expérience du coolie ou de l'engagé à la diversité culturelle et opère la conjonction de la route de l'esclave et de la route du coolie ou de l'engagé, parmi d'autres mises en relation avec les « récits à partager » (Paul Ricœur). En même temps qu'il forge le terme coolitude, Khal Torabully invente une étymologie nouvelle pour le mot coolie. D'après cette vision, rejetée par des linguistes qui n'interrogent pas assez ses potentialités transculturelles[réf. nécessaire], le Coolie est le Kouli, l'habitant du Kula, région de la vallée du Gange, issu de peuples semi-nomades habitués aux travaux des champs d'indigotiers, ce qui faisait de lui un candidat tout désigné pour l'exode au lendemain de l'abolition de l'esclavage. [réf. souhaitée]